# Poganice
Poganice (kaszb. Pògóńce, niem. Poganitz) – osada w Polsce położona w województwie pomorskim, w powiecie słupskim, w gminie Potęgowo nad Łupawą przy drodze krajowej nr 6 (E28). Wieś jest częścią składową sołectwa Żochowo.
Nazwa patronimiczna pochodzi od imienia własnego Pogacn. Współczesna nazwa jest resubstytucją z niemieckiego Poganitz (czyt. Poganic).
W latach 1975–1998 miejscowość administracyjnie należała do województwa słupskiego.

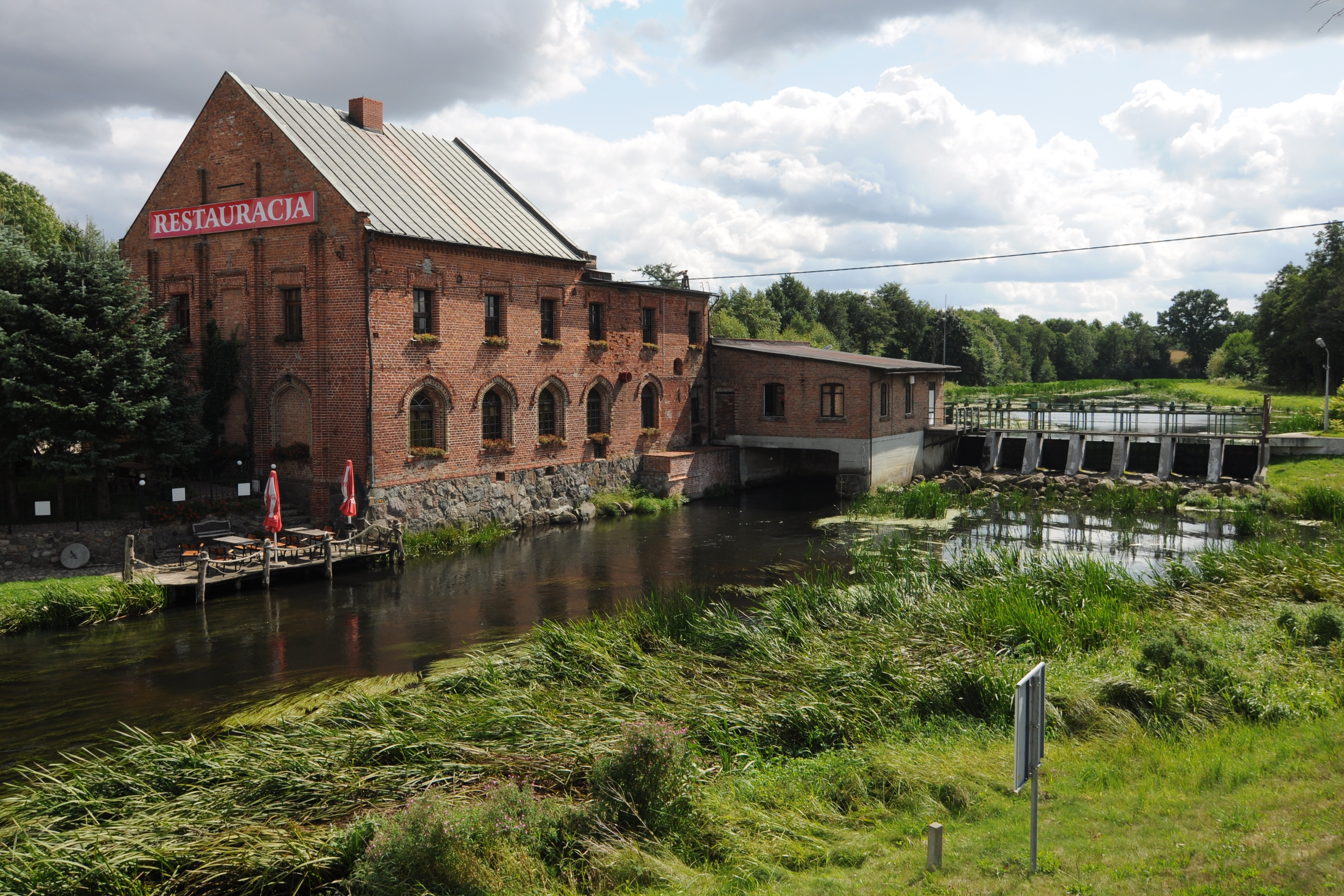
Mała elektrownia wodna.
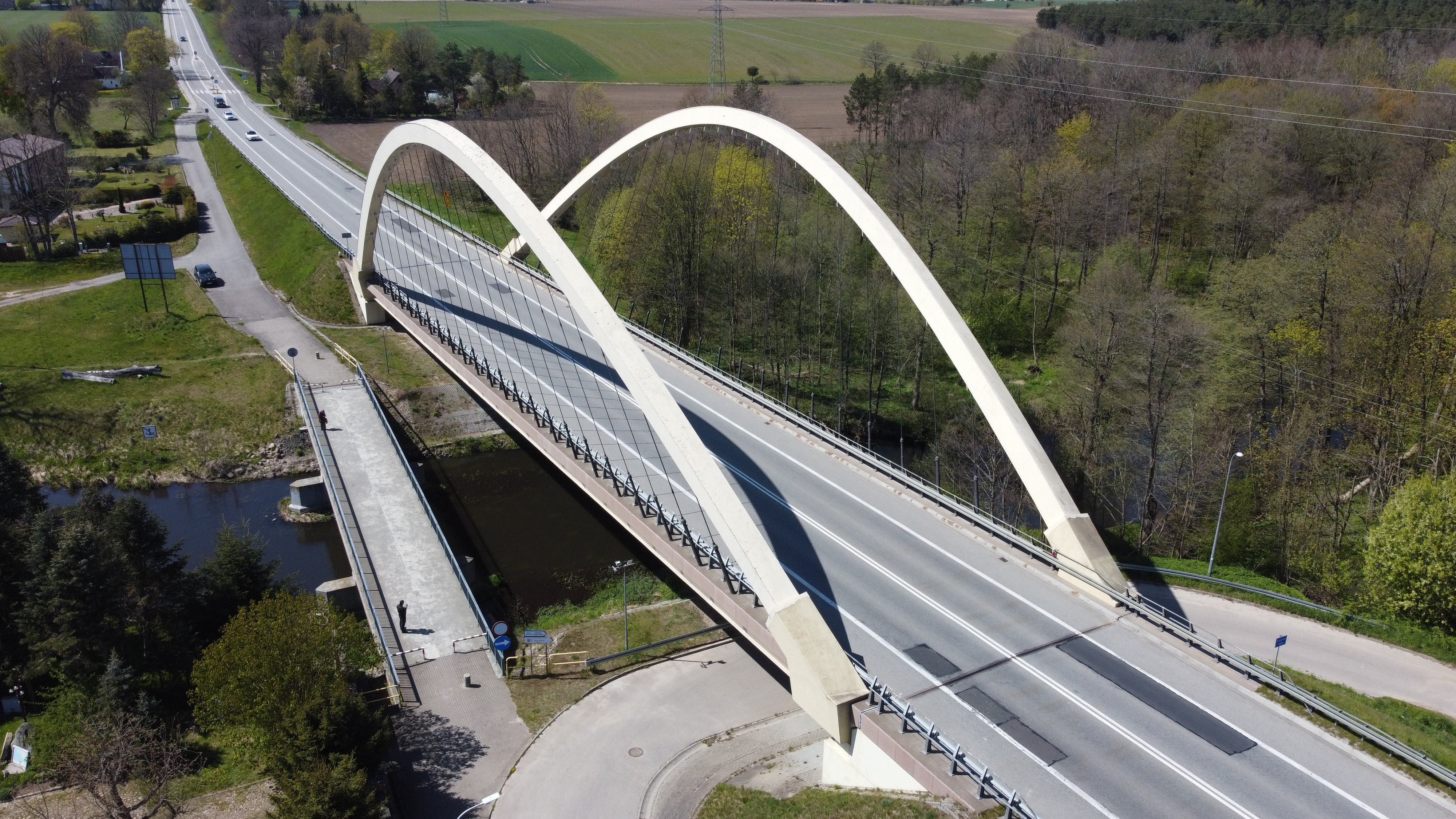
Most nad Łupawą.
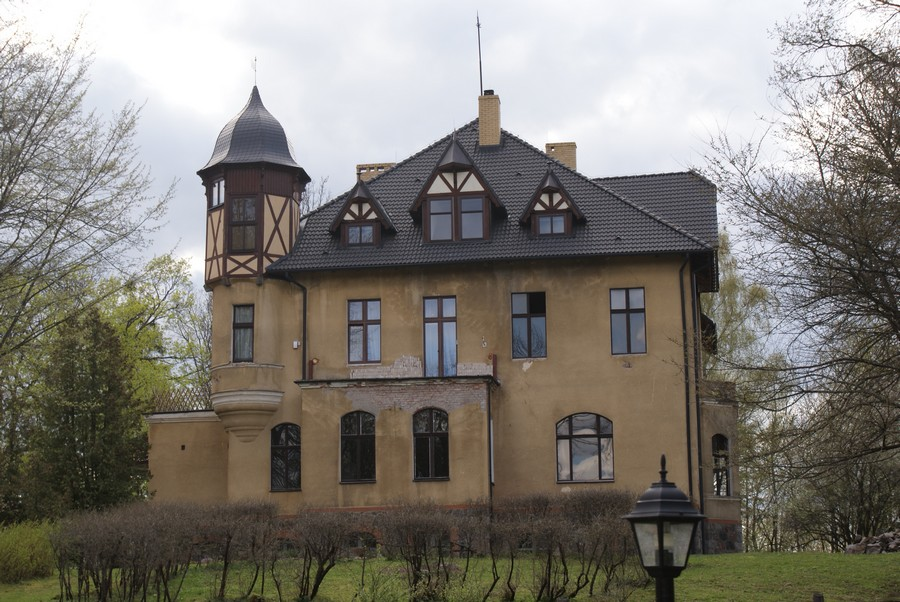
Pałac Monbijou.
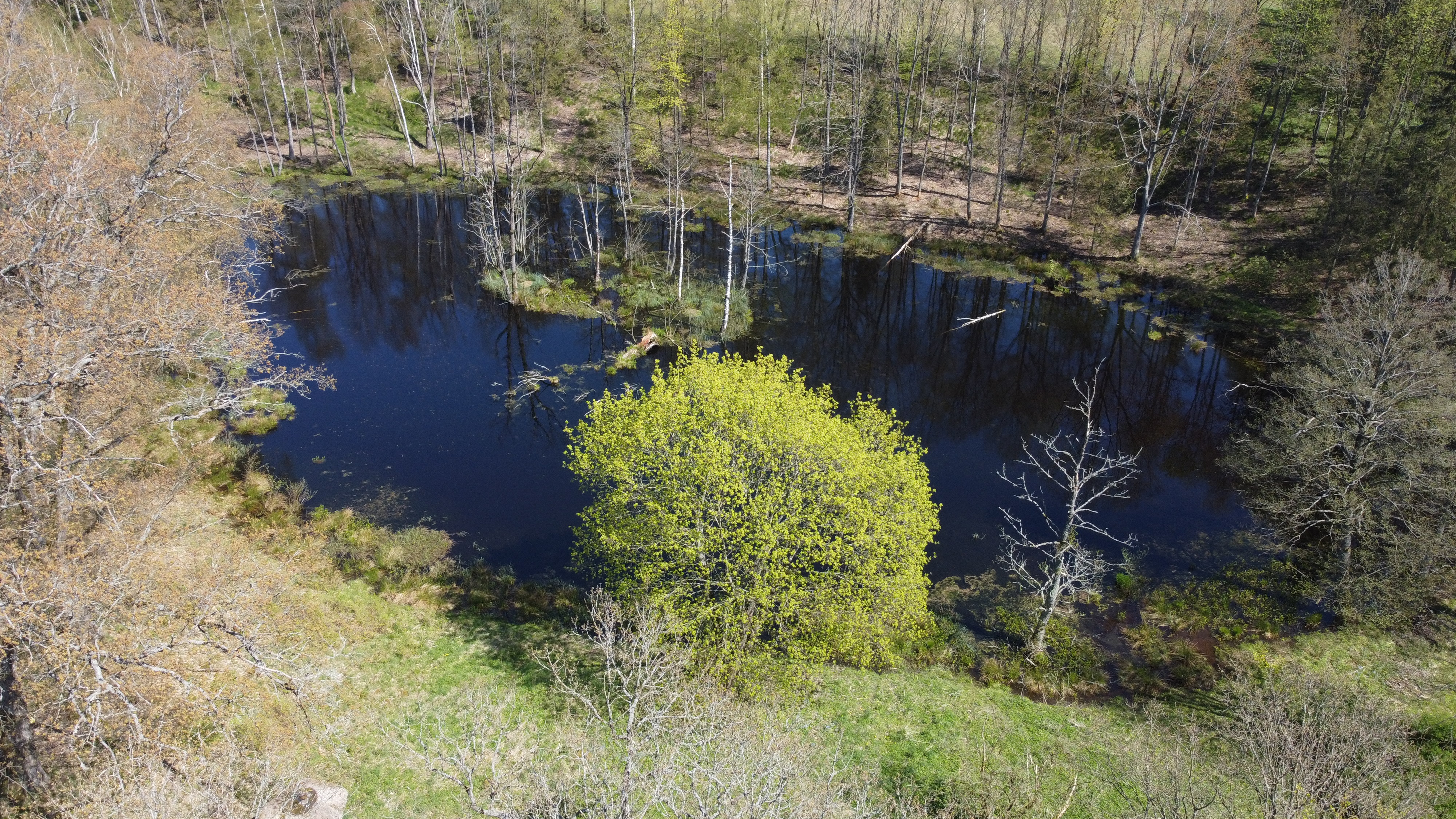
Staw przy pałacu.

## Zabytki
- Pałac usytuowany w zakolu rzeki Łupawy na najwyższym wzniesieniu (78 m n.p.m.), obecny, secesyjny wygląd pałacu to efekt przebudowy na początku XX wieku przez ówczesnego właściciela Ericha Rieck-Eggberta[5][6]. Budynek piętrowy, rozczłonkowany ryzalitami i narożnym wykuszem zwieńczonym oktagonalną wieżyczką[7].
- XIX wieczny młyn nad Łupawą zaadaptowany został na restaurację, przy której jest mała elektrownia wodna[8][9].